# Arrondissement d'Adelnau

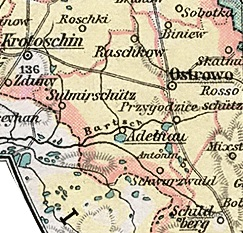
Arrondissement d'Adelnau 1887-1919

L'arrondissement d'Adelnau existe dans la province prussienne de Prusse-Méridionale de 1793 à 1807 et dans la province prussienne de Posnanie de 1815 à 1919.

## Superficie
Jusqu'à sa division en 1887, l'arrondissement d'Adelnau a une superficie de 893 km², puis de 483 km².

## Histoire
Après la deuxième partage de la Pologne de 1793 à 1807, le territoire autour des villes de la Grande Pologne d'Adelnau et Ostrowo appartient à l'arrondissement d'Adelnau dans la province prussienne de Prusse-Méridionale. Grâce à la paix de Tilsit, le territoire devient une partie du duché de Varsovie en 1807.

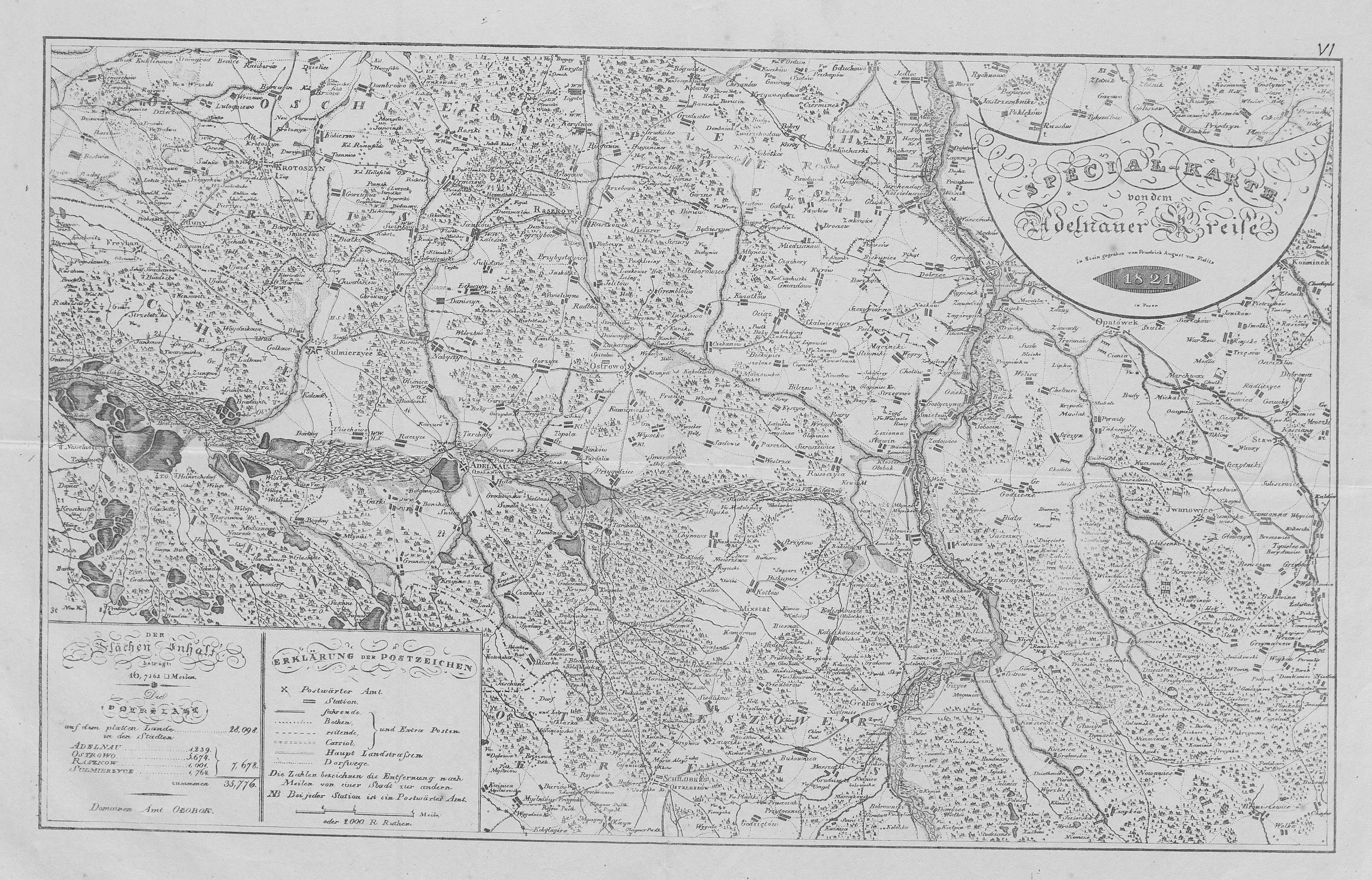
Arrondissement d'Adelnau 1818–1887

Après le Congrès de Vienne, il tombe de nouveau aux mains du royaume de Prusse le 15 mai 1815 et devient une partie du district de Posen du grand-duché de Posen. Lors des réformes administratives prussiennes, une réforme de l'arrondissement est menée dans le district de Posen le 1er janvier 1818, dans laquelle l'arrondissement d'Adelnau cède sa partie nord au nouveau arrondissement de Pleschen (de). Le chef-lieu et siège du bureau de l'arrondissement est la ville d'Adelnau.
La province de Posen est également rattachée à la Prusse le 18 janvier 1871, il fait partie du nouvel Empire allemand, tandis que les représentants polonais au nouveau Reichstag votent contre le 1er avril 1871.
Le 1er octobre 1887, la partie orientale de l'arrondissement d'Adelnau est séparée et transformée en son propre arrondissement d'Ostrowo. Les éléments suivants sont remis au nouveau arrondissement :
- la ville d'Ostrowo
- le district de police d'Ostrowo-Est
- la moitié orientale du district de police d'Ostrowo-Ouest avec les communes de Franklinow, Gremblew et Kollontajewo, les communes et les districts de domaine de Bendzieszyn, Biniew, Czekanow, Karski, Kwiatkow et Slaborowice ainsi que les districts de domaine de Bagatella, Lewkow, Mlynow et Szczury
- la moitié orientale du district de police d'Osrowo-Sud avec les communes de Chynowa, Chynowpustkowie, Klein Przygodzice et Klein Wysocko, les communes et les districts de domaine de Groß Przygodzice, Klein Wysocko et Wysocko Małe, ainsi que les districts de domaine d'Alt Kaminiec, Antonin et Kociemba Vorwerk.

Le 27 décembre 1918, le soulèvement de la majorité polonaise contre la domination allemande commence dans la province de Posnanie et, à l'exception d'une bande frontalière sud comprenant la ville de Sulmierzyce, la majeure partie de l'arrondissement est sous contrôle polonais en janvier 1919. Le 16 février 1919, un armistice met fin aux combats germano-polonais. Le 28 juin 1919, le gouvernement allemand cède officiellement l'arrondissement d'Adelnau à la Pologne nouvellement fondée avec la signature forcée du traité de paix de Versailles. Le 25 novembre 1919, l'Allemagne et la Pologne concluent un accord sur l'évacuation et la rétrocession des territoires à céder, qui est ratifié le 10 janvier 1920. L'évacuation de la zone restante sous contrôle allemand, y compris la ville de Sulmierzyce, et la rétrocession à la Pologne ont lieu entre le 17 janvier et le 4 février 1920.

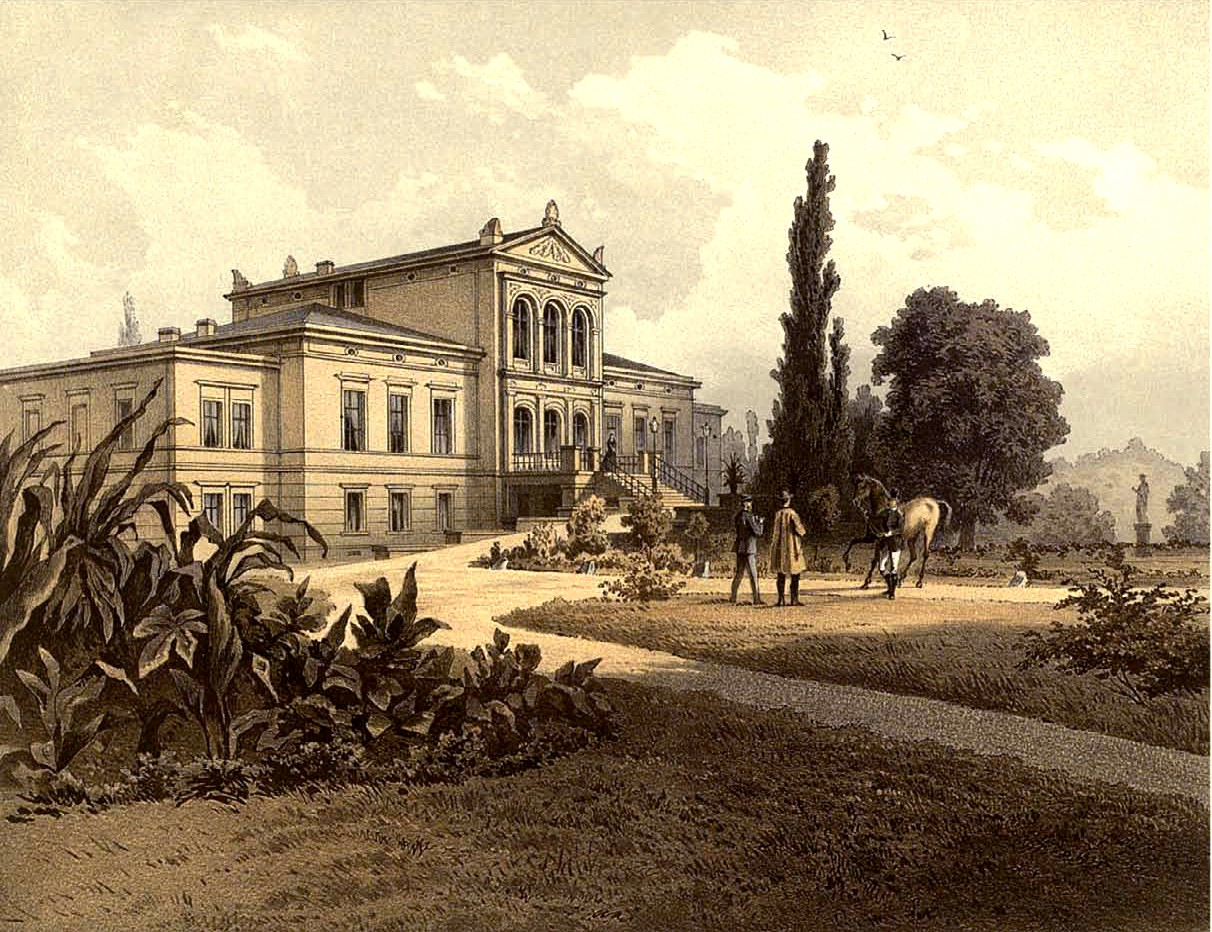
Rossoszyca
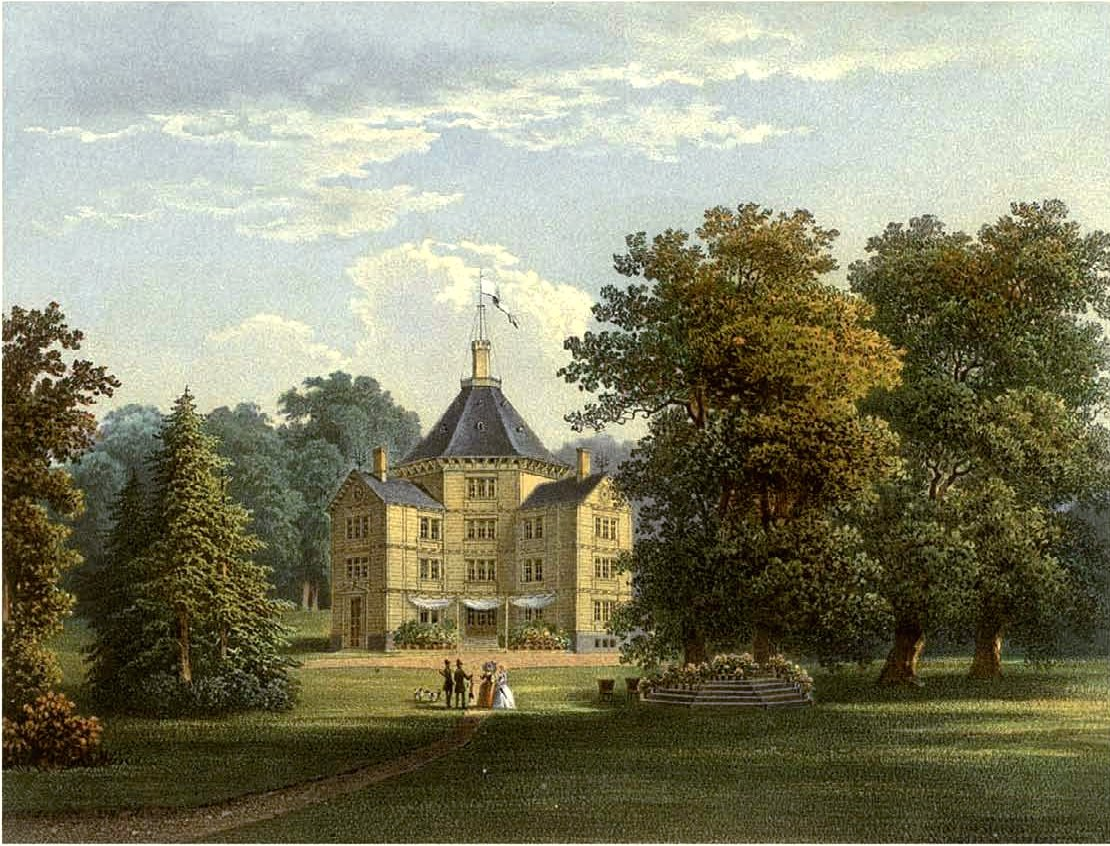
Antonin

L'arrondissement d'Adelnau devient le powiat polonais d'Odolanów. En 1932, le powiat est dissous et rattaché au powiat voisin oriental d'Ostrów Wielkopolski.

## Évolution de la démographie
| Année | Habitants | Source |
| ----- | --------- | ------ |
| 1818  | 40 619    | [ 9 ]  |
| 1846  | 52 250    | [ 10 ] |
| 1871  | 52 887    | [ 11 ] |
|       |           |        |
| 1900  | 33 480    | [ 1 ]  |
| 1910  | 36 306    | [ 1 ]  |

Environ 90% des habitants de l'arrondissement sont polonais et 10% allemands. La majorité des habitants allemands quittent la région après 1920.

## Politique

### Administrateurs de l'arrondissement
1793–1802 00Adam von Czernick
1802–1807 00George Josef von Zychlinski
1818–1820 00Lauthier
1820-1834 00 von Lekszycki
1834-1845 00 Adolph Tieschowitz von Tieschowa (de)
1845-1847 00 vacant
1847–1848 00 Guido von Madai
1848-1851 00 Max von Roeder
1851–1852 00 vacant
1852-1862 00 Carl Gustav Wocke (de)
1862-1865 00 vacant
1865-1873 00 Stahlberg
1873–1877 00 Günther von Dallwitz (de)
1877-1886 00 Wilhelm Mayer (de)
1886–1887 00 Leo von Lützow (de)
1887-1891 00 Arthur Germershausen
1891-1899 00 Max Bergius (de)
1899–1900 00 Wilhelm Niemöller
1900-1907 00 Heimann
1907-1919 00 Karl Knoll (de)

### Élections
L'arrondissement d'Adelnau appartient à la 10e circonscription électorale du district de Posen. La circonscription est remportée par des candidats de la faction polonaise à toutes les élections du Reichstag ; En 1871 par Peter von Szembek (de) et lors de toutes les élections ultérieures jusqu'en 1912 par Ferdinand von Radziwill.

## Communes
Au début du XXe siècle, les communes suivantes appartiennent à l'arrondissement : 
- Adelnau, ville
- Bledzianow
- Bogdaj
- Bonikow
- Chruszczyn
- Chwaliszew I
- Chwaliszew II
- Daniszyn
- Dembnica
- Garki
- Glasdorf
- Glisnica
- Granowiec
- Groß Gorzyce
- Groß Tarchaly
- Groß Topola
- Hanswalde
- Hutta
- Jankow przygodzki
- Jaskulki
- Jelitow
- Klein Gorzyce
- Klein Topola
- Lamki
- Lewkow Hauland
- Lonkocin
- Ludwikow
- Mlynik
- Nabyszyce
- Pogrzybow
- Przygodzice pustkowie
- Raczyce
- Radlow
- Raschkow
- Raschkowek
- Raschwege
- Schwarzwald
- Skrzebow
- Sulislaw
- Sulmierzyce, ville
- Swieca
- Swielugow
- Szczury Hauland
- Treuwalde
- Uciechow
- Volkingen
- Waldmark
- Walentynow
- Walrode
- Wierzbno
- Zacharzew
- Zembcow

À quelques exceptions près, les noms de lieux polonais continuent à s'appliquer après 1815. Au début du XXe siècle, plusieurs noms de lieux sont germanisés. La commune de Jankow zalesny II est fusionnée le 28 juillet 1906 avec la commune de Jankow zalesny I de l'arrondissement de Krotoschin pour former la commune de Hanswalde.